# Aprósütemény

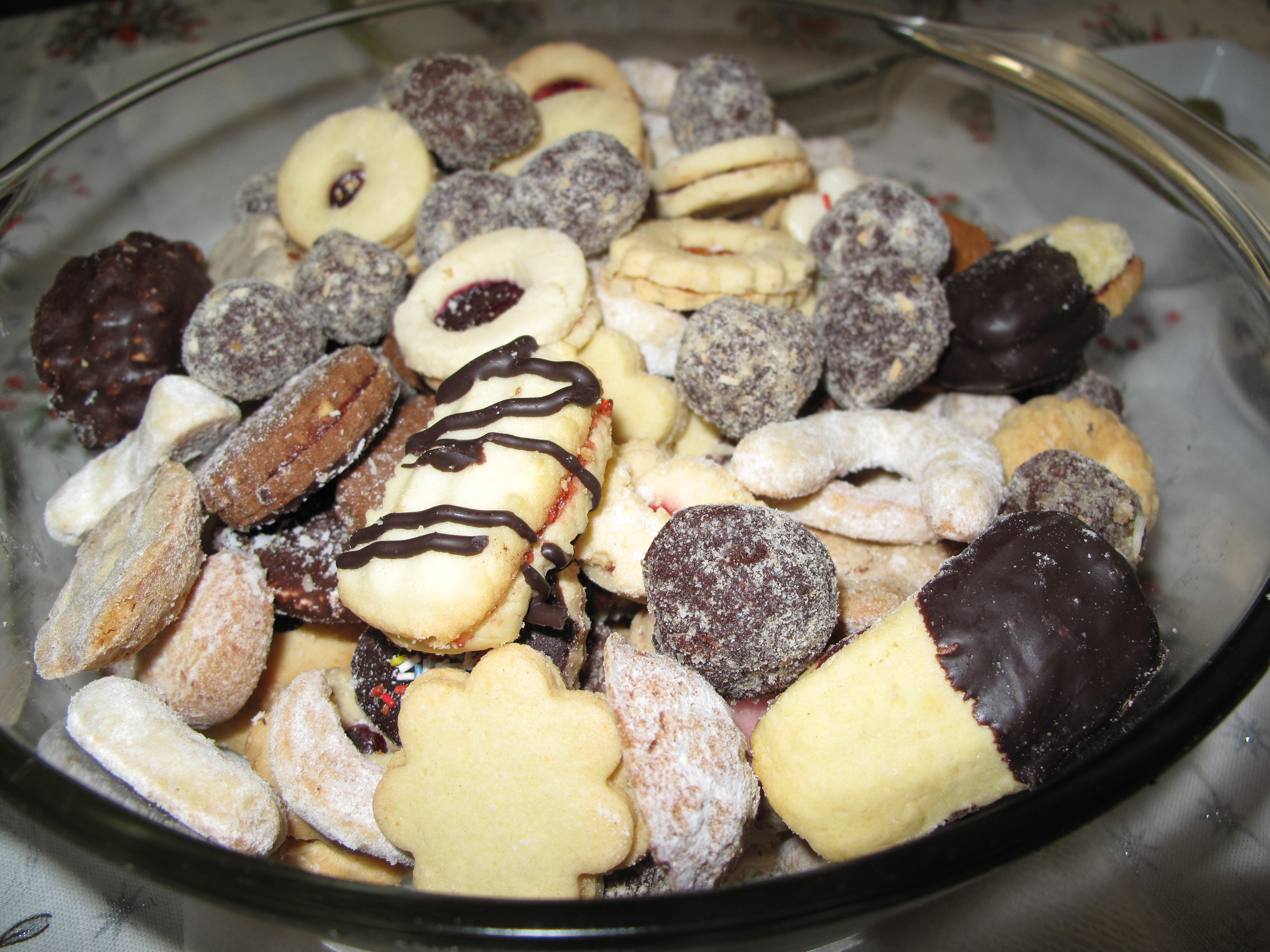
Egy tál aprósütemény

Az aprósütemény egy sült vagy főtt étel, amely rendszerint kicsi, lapos és édes. Általában lisztet, cukrot és valamilyen olajat vagy zsiradékot tartalmaz. Tartalmazhat egyéb összetevőket, például mazsolát, zabot, csokoládét chipset, diót stb.
A legtöbb angol nyelvű országban, kivéve az Egyesült Államokat, a ropogós sütiket keksznek hívják. Sok kanadai is használja ezt a kifejezést. A Chewier kekszeket néha még az Egyesült Királyságban is aprósüteménynek nevezik. Egyesek  formájuk alapján is megnevezhetők, például túrós kocka vagy sajtos rúd.
Az aprósütemény változatok közé tartoznak a szendvics kekszek, például pudingkrémek, Jammie Dodgers, Bourbons és Oreos, pillecukor vagy lekvár töltelékkel, néha csokoládéba vagy más édes bevonatba mártva. A sütiket gyakran olyan italokkal együtt szolgálják fel, mint a tej, a kávé vagy a tea, és néha mártogatni valónak szolgálnak. Ez a fogyasztás több ízt szabadít fel a cukrok feloldásával, miközben lágyítja azok textúráját. A gyári sütiket élelmiszerboltokban, kisboltokban és automatákban értékesítik. Frissen sütött sütiket pékségekben és kávéházakban árulnak, utóbbiak a kisvállalkozásoktól a multinacionális vállalatokig, például a Starbucksig terjednek.

## Története
A süti-szerű ostyák azóta léteznek, amióta a sütést dokumentálják, részben azért mert nagyon jól bírják a szállítást. Általában nem voltak annyira édesek, hogy a modern mércék szerint süteménynek tekinthetők.
Úgy tűnik, hogy a sütemények a 7. századi Perzsiából származnak, röviddel azután, hogy a cukor használata aránylag elterjedtté vált a régióban. Spanyolország muszlim meghódításán keresztül terjedtek át Európába. A 14. századra Európában a társadalom minden szintjén elterjedtek, a királyi konyhától az utcai árusokig.
Mivel a globális utazás ekkor terjedt el, a sütemények természetes útitárssá váltak, ami a történelem során használt utazási sütemények modernizált megfelelője. Az egyik legnépszerűbb korai süti, amely különösen jól állta a szállítást és minden földrészen hasonló nevekkel vált ismertté, a Jumble (kavart) volt, egy viszonylag kemény süti, nagyrészt dióból, édesítőszerből és vízből.
A sütik a hollandok révén érkeztek Új-Amszterdamba (New York) Amerikába az 1620-as évek végén. A holland "koekje" szót angolosították cookie-ra. A süteményekre vonatkozó legkorábbi utalás Amerikában 1703-ban történik, amikor "a New York-i hollandok 1703-ban ... egy temetésen 800 sütit ..."
A legelterjedtebb modern sütemény, a vaj és a cukor habosra keverésével, csak a 18. században vált általánossá.

## Fordítás
Ez a szócikk részben vagy egészben  a   Cookie című angol Wikipédia-szócikk fordításán alapul.  Az eredeti cikk szerkesztőit annak laptörténete sorolja fel. Ez a jelzés csupán a megfogalmazás eredetét és a szerzői jogokat jelzi, nem szolgál a cikkben szereplő információk forrásmegjelöléseként.